# Desaparición de Kris Kremers y Lisanne Froon
La desaparición de Kris Kremers y Lisanne Froon fue un suceso ocurrido a dos jóvenes neerlandesas el 1 de abril de 2014, mientras caminaban por el sendero El Pianista en Boquete, Panamá. Después de una extensa búsqueda, se encontraron partes de sus cuerpos unos meses después. No se pudo determinar definitivamente la causa de su muerte pero las autoridades neerlandesas que trabajaron con investigadores forenses, de búsqueda y rescate inicialmente pensaron que era probable que las turistas se hubieran caído accidentalmente de un acantilado después de perderse. Sin embargo, no se ha descartado por completo que haya sido un acto criminal debido a que se encontraron restos óseos dispersos en el área. Las circunstancias y las consecuencias de su desaparición han dado lugar a muchas especulaciones sobre sus últimos días.
Las autoridades panameñas fueron criticadas por presuntamente manejar mal la desaparición. La investigación adicional del caso en 2017 generó dudas sobre la investigación inicial, así como un posible vínculo con los asesinatos en el área. Aunque se han presentado muchas teorías sobre lo que les sucedió a Kremers y Froon, no se ha dictaminado ninguna causa oficial de muerte.

## Antecedentes
Kris Kremers (21) y Lisanne Froon (22) crecieron en Amersfoort (Países Bajos). Kremers fue descrita como una joven abierta, creativa y responsable, mientras que Froon fue descrita como una jugadora de voleibol aspirante, optimista, inteligente y apasionada. Kremers acababa de terminar sus estudios en educación social cultural, especializándose en educación artística en la Universidad de Utrecht; Froon se había graduado con un título en psicología aplicada de Deventer.
Solo unas pocas semanas antes de partir hacia Panamá, Froon se había mudado con Kremers a un dormitorio en Amersfoort y trabajaron juntas en un café/restaurante llamado 'In den Kleinen Hap'. Ambas ahorraron dinero durante seis meses y planearon ir juntas a Centroamérica en unas vacaciones especiales de seis semanas, con la esperanza de aprender español y hacer algo significativo para los latinoamericanos, en particular ser voluntarias con niños. También se suponía que el viaje sería una recompensa para Froon por graduarse.

## Desaparición

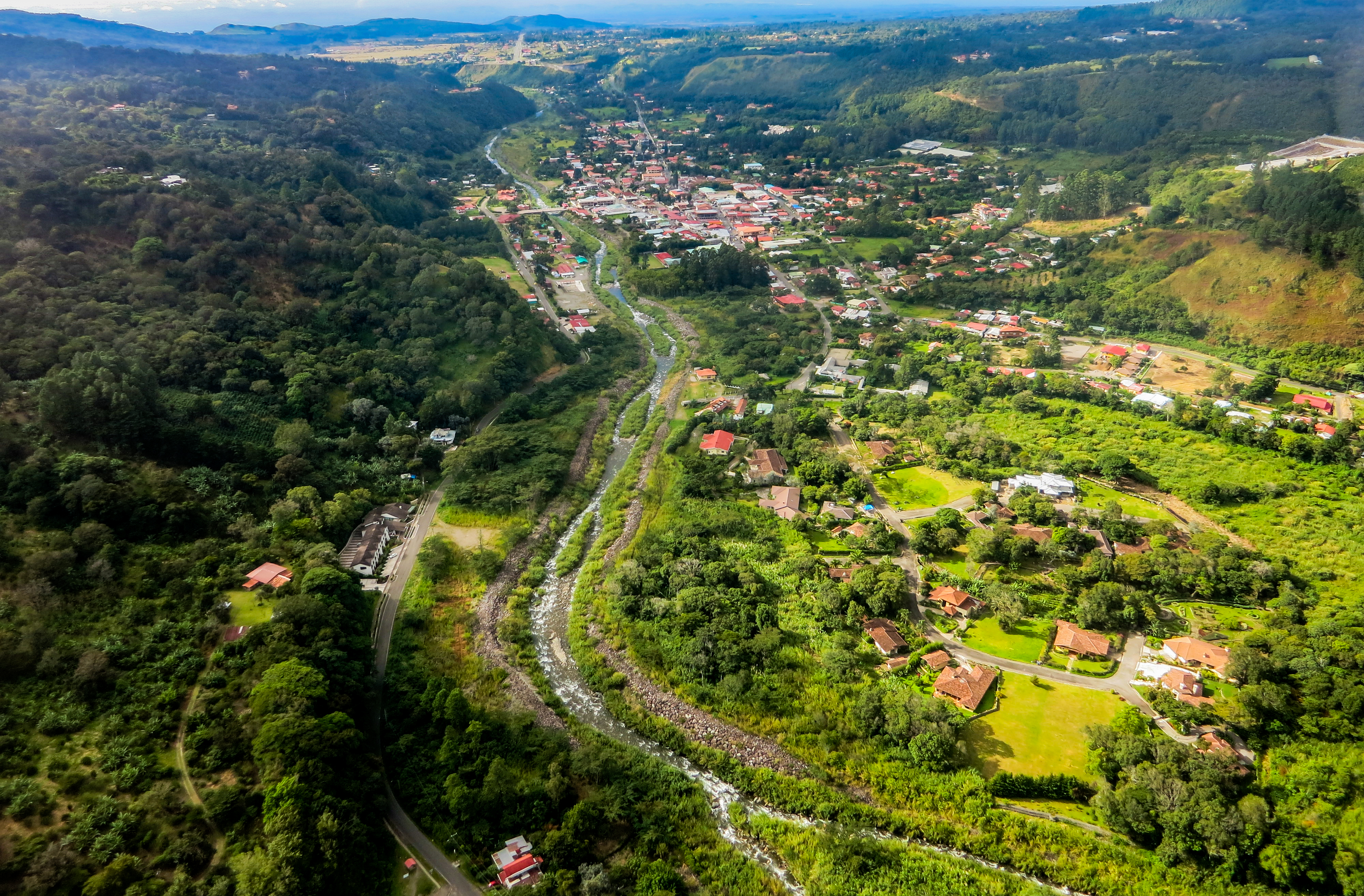
Vista desde helicóptero en noviembre de 2014 del pueblo de Boquete, Panamá.

Kremers y Froon llegaron a Panamá el 15 de marzo de 2014. Recorrieron el país durante dos semanas antes de llegar a la localidad de Bajo Boquete (provincia de Chiriquí) el 29 de marzo para vivir con una familia local durante un mes mientras trabajaban como voluntarias con niños. 
El 1 de abril, alrededor de las 11:00 a. m. (UTC–5, hora local de Panamá), las chicas emprendieron una caminata cerca de los bosques nublados que rodean al volcán Barú a través de un sendero llamado El Pianista, ubicado en la localidad. Algunas fuentes dicen que se llevaron a un perro que pertenecía a los dueños de un restaurante pero esto no ha sido confirmado. Las mujeres escribieron en Facebook que tenían la intención de caminar y conocer el lugar y se informó que las habían visto comiendo con dos neerlandeses antes de emprender el camino hacia el bosque. Los padres de Froon y Kremers dejaron de recibir mensajes de texto de sus hijas, que hasta el día anterior habían estado enviando diariamente mensajes a familiares. 
Desde el hotel hacia el lugar de la caminata las chicas se subieron a un taxi. El vehículo se detuvo en un restaurante al comienzo del sendero. No está claro en qué momento las jóvenes iniciaron su recorrido por el sendero.
Luego comienzan a subir la colina, a lo largo de la cual el camino se eleva gradualmente hasta un mirador de observación improvisado ubicado en la línea del División continental americana. En un día despejado, desde la cima del volcán se puede ver la ciudad de Boquete y dos océanos: el Pacífico y el Atlántico. La ruta tiene una longitud de unos 4 km y se recorre de ida y vuelta en unas 3-4 horas. El sendero es popular entre los senderistas, sin embargo, en 2016 las autoridades informaron que el sendero estaba restringido oficialmente y los turistas que visitan el sendero por sí solos sin un guía van por su propio riesgo.
En la mañana del 2 de abril, las mujeres faltaron a una cita con un guía local. El 6 de abril, sus padres llegaron a Panamá junto con policías, unidades caninas y detectives de los Países Bajos para realizar una búsqueda a gran escala en los bosques durante diez días. Los padres ofrecieron una recompensa de 30.000 dólares por cualquier información que condujera al paradero de Kremers y Froon.
Las fotografías tomadas por Kremers y Froon confirman que llegaron a la altiplanicie a salvo y tomaron fotografías allí. En lugar de regresar, probablemente desorientadas, Kremers y Froon pasaron la línea divisoria continental y se adentraron en la jungla por un sendero que no formaba parte de la ruta. Existe la hipótesis de que querían mirar unas cascadas ya que previamente habían buscado un mapa de esta área en Internet. A juzgar por las últimas fotos tomadas el 1 de abril, las jóvenes ya estaban a una hora de la parte superior de la cuenca y continuaron caminando. En las fotografías 507 y 508, Kremers cruza un arroyo poco profundo cubierto de piedras y se para sobre una de las piedras, mirando a la cámara con gesto preocupado.
Algunas fuentes señalan que el rostro de Kremers contrasta con las expresiones alegres de las imágenes anteriores. Hay rastros de suciedad en la pierna y los pantalones cortos, como si ya se hubiera caído.
Lo que pasó con las chicas después de que se tomaron estas últimas fotos sigue siendo un misterio. Solo se sabe que algo más de dos horas y media más tarde se intentó contactar al servicio de rescate desde sus teléfonos móviles. Durante dos meses y medio (desde el 1 de abril hasta finales de junio, cuando se identificaron los primeros restos encontrados), se dio por desaparecidas a Kremers y Froon.

## Investigación
Diez semanas después, el 14 de junio, una mujer indígena había encontrado una mochila azul que informó a las autoridades haber hallado junto a la orilla de un río cerca de su pueblo de Alto Romero, en la provincia de Bocas del Toro. La mochila contenía dos pares de gafas de sol, 83 dólares, el pasaporte de Froon, una botella de agua, la cámara de Froon, dos sostenes y los teléfonos móviles de las mujeres en buenas condiciones.
Los teléfonos de las chicas mostraron que alrededor de seis horas después del comienzo de su caminata, alguien marcó el 112 (número de emergencia internacional en uso en los Países Bajos) y el 9-1-1 (el número de emergencia en Panamá). El Apple iPhone 4 de Kris Kremers hizo el primer intento de llamada de socorro a las 16:39 p. m. y poco después, se hizo otro intento desde el  Samsung Galaxy S III de Lisanne Froon a las 16:51 p. m. pero ninguna de las llamadas se logró por falta de recepción en la zona. Ninguno de los intentos de llamada posteriores logró pasar tampoco.
El 4 de abril, la batería del teléfono de Froon se agotó después de las 05:00 y el teléfono nunca se volvió a utilizar. El celular de Kremers tampoco hizo más llamadas, pero se encendió intermitentemente para buscar recepción. Entre el 5 y el 11 de abril, el teléfono celular se encendió varias veces, pero nunca volvió a ingresar el código PIN correcto (o no se ingresó el PIN o se ingresó un código PIN incorrecto). El 11 de abril, el teléfono se encendió a las 10:51 a. m. y se apagó por última vez a las 11:56 a. m.

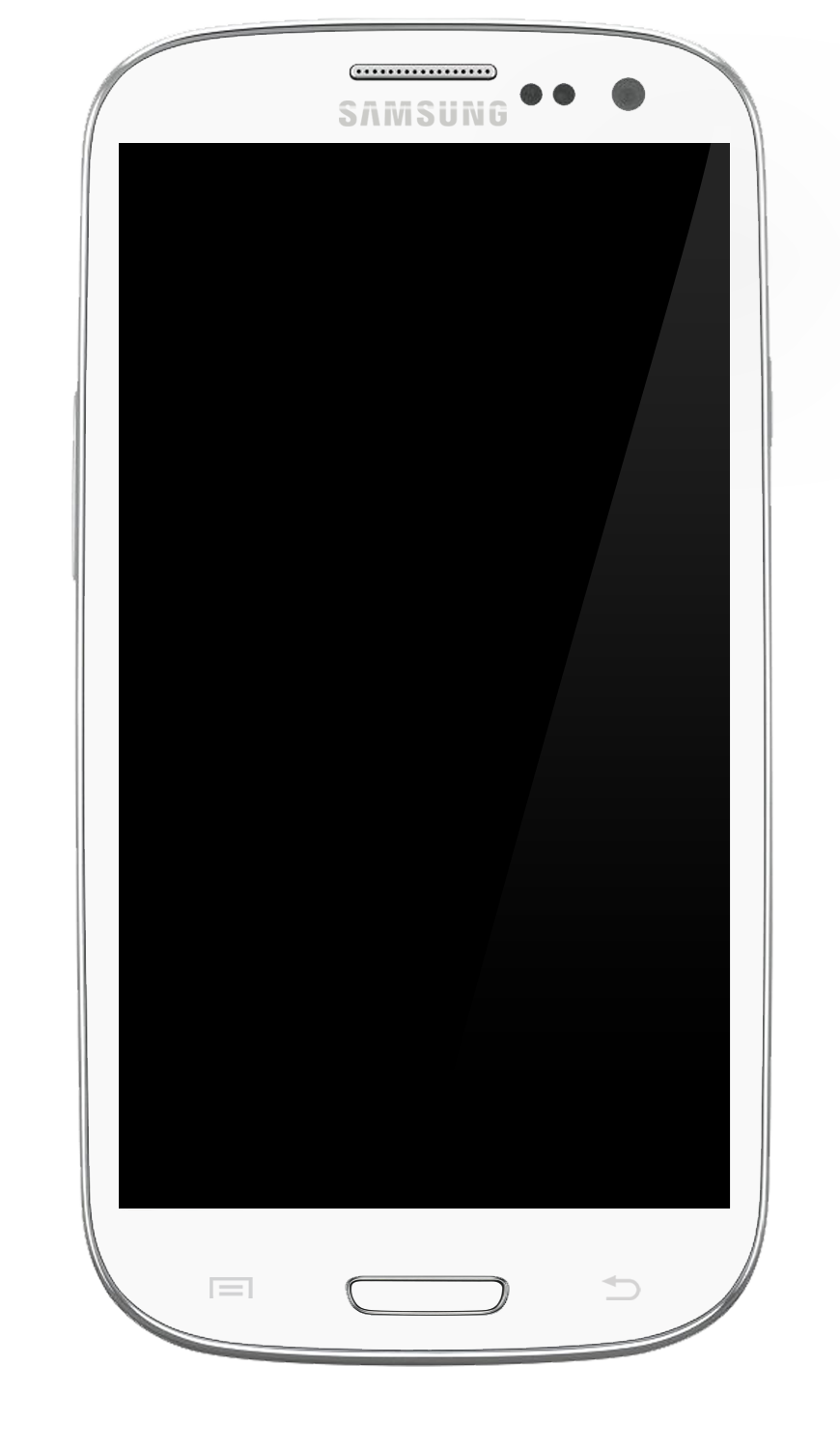
Samsung Galaxy S III, modelo similar al del teléfono celular de Lisanne Froon.

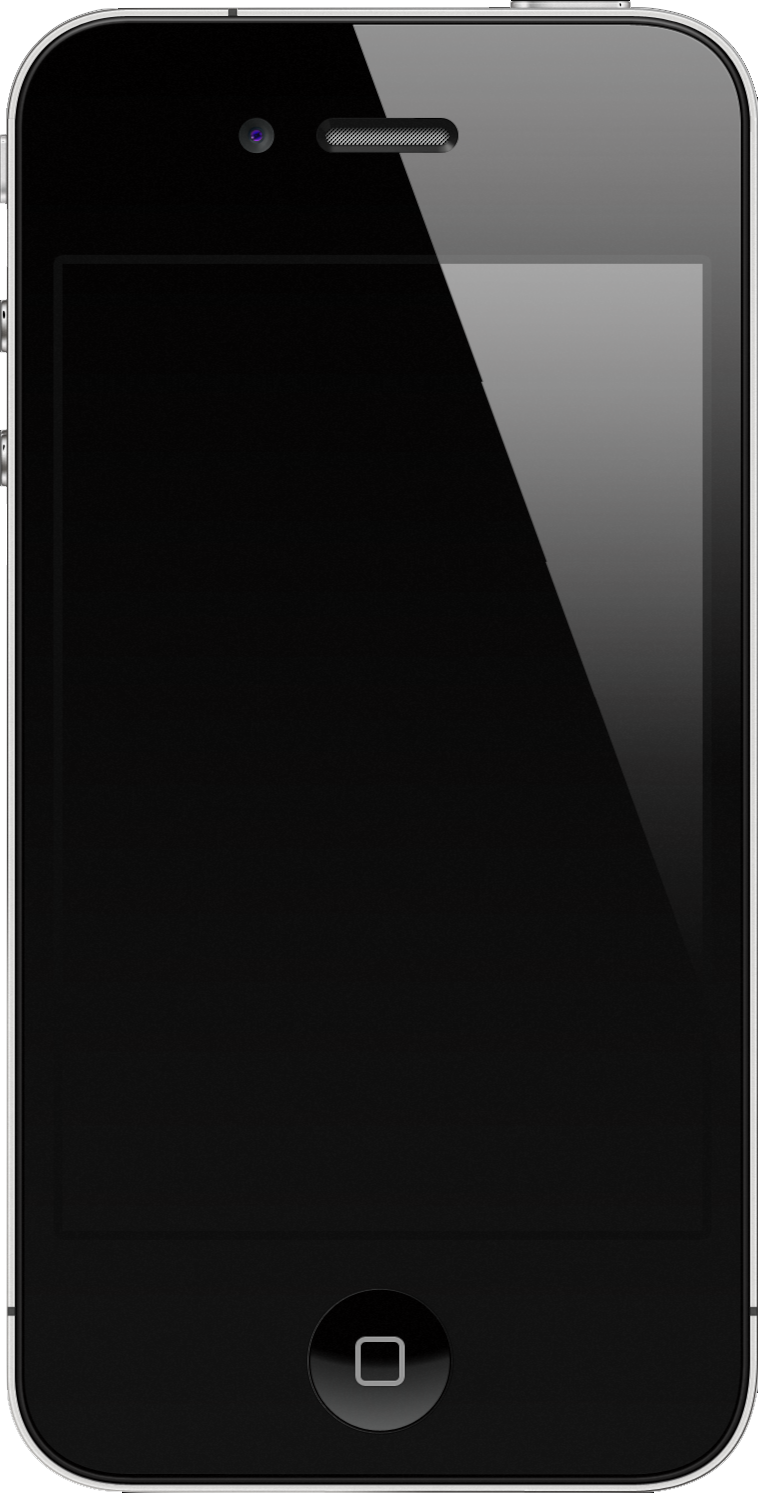
Apple iPhone 4, modelo similar al del teléfono celular de Kris Kremers.

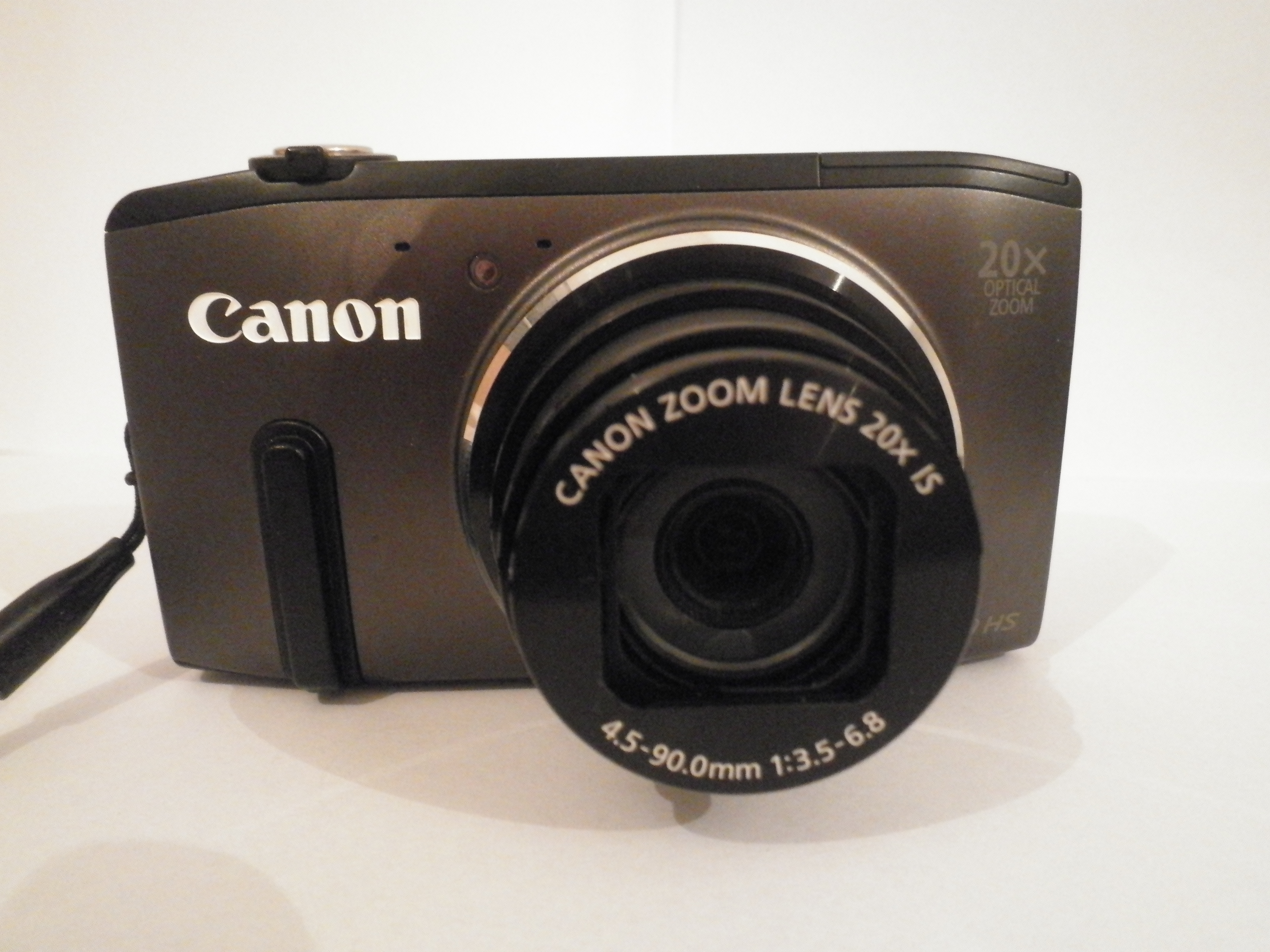
Canon PowerShot SX270 HS, modelo similar al de la cámara de Lisanne Froon.

La cámara Canon de Froon contenía fotos del 1 de abril que sugerían que las mujeres habían tomado un sendero en el mirador de la divisoria continental y deambularon por el bosque horas antes de su primer intento de hacer llamadas de emergencia, pero sin signos de nada inusual. El 8 de abril, se tomaron noventa fotos con flash entre la 01:00 y las 04:00, aparentemente en lo profundo de la jungla y en una oscuridad casi total. Algunas fotos sugieren que posiblemente estaban cerca de un río o un barranco. Algunas muestran una ramita con envoltorios de caramelos encima de una roca; otro muestra lo que parece una correa de mochila y un espejo en otra roca y otro muestra la parte posterior de la cabeza de Kremers.

## Descubrimiento de los restos
El hallazgo de la mochila motivó nuevas búsquedas a lo largo del río Culebra. Los pantalones cortos de mezclilla de Kremers se encontraron sobre una roca en la orilla opuesta del afluente a pocos kilómetros de donde se había descubierto la mochila de Froon. Un rumor afirmaba que los pantalones cortos se encontraron con cremallera y cuidadosamente doblados, pero las imágenes de los pantalones cortos, publicadas en 2021, desmintieron esta información. Dos meses después, más cerca de donde se descubrió la mochila, se encontraron una pelvis y un pie dentro de una bota. Pronto, se descubrieron al menos 33 huesos muy dispersos a lo largo de la misma orilla del río. Las pruebas de ADN confirmaron que los restos eran de Kremers y Froon. Los huesos de Froon todavía tenían un poco de piel adherida, pero los huesos de Kremers parecían haber sido blanqueados. Un antropólogo forense panameño afirmó más tarde que bajo la lupa no había rasguños perceptibles de ningún tipo en los huesos, ni de origen natural ni cultural, no había marcas en los huesos en absoluto, se habían descarnado naturalmente debido a la descomposición.

## Eventos subsecuentes
A lo largo de los años, varias personas han desaparecido cerca de Boquete. 
En 2009, el británico Alex Humphrey (29 años) desapareció en la zona. No se ha sabido nada de él hasta la fecha.
Un mes después de la desaparición de las dos estudiantes, también desapareció la estadounidense Loretta Hinman (47 años). Unos días después, su auto alquilado fue encontrado intacto en su casa, pero no había rastro de la mujer.
En 2015, los medios panameños y neerlandeses reportaron la muerte del taxista que llevó a Kremers y Froon desde Boquete hasta el inicio de la ruta El Pianista. El conductor del taxi, Leonardo Arturo González Mastinu, fue una de las últimas personas en ver con vida a las jóvenes. El anuncio de su muerte coincidió con la aparición del informe final de los expertos neerlandeses a principios de marzo. Otro panameño de 34 años se ahogó en el río Gualaca mientras esperaba clientes y un guía para nadar allí. 
Según un instructor de senderismo que estaba entrenando con sus alumnos cerca en el momento de la muerte del taxista Mastinu, la zona es fácil de nadar y no hay fuertes corrientes, no escucharon gritos de ayuda ni salpicaduras de agua.
En 2017, tras el asesinato de una turista estadounidense en Panamá, el embajador estadounidense en el país John D. Feeley hizo un comunicado oficial en el que desmintió la información que supuestamente se había encontrado al atacante de las neerlandesas. La declaración se destaca por el hecho de que el embajador usó la palabra "asesinato" en relación con Kremers y Froon.
A pesar de que la investigación oficial del caso terminó en 2015 y no se reanudó, con el tiempo, aparecieron más y más materiales nuevos en Internet, "fusionados" por varias personas. Solo se publicó oficialmente una pequeña cantidad de fotos de la cámara de Froon, pero en 2020 una parte significativa de las fotos de diversas calidades entraron al dominio público, lo que permitió a los entusiastas incluso crear un panorama a partir de fotos nocturnas el 8 de abril. En 2019, los diarios personales de ambas neerlandesas, que mantuvieron hasta el momento de su desaparición, aparecieron en Internet y fueron traducidos al inglés del neerlandés. En 2021, se publicaron fotografías previamente desconocidas de los pantalones cortos de mezclilla de Kremers encontrados en el río entre el primer y el segundo "puente de los monos".
En enero del 2022 se realizó un podcast llamado “Lost in Panama” publicado en la plataforma de Apple y Spotify, en el que diversos investigadores que llevaban años en el caso, dieron nuevos detalles sobre los sucesos ocurridos, en ellos se afirma que las chicas fueron posiblemente asesinadas por un grupo de locales que conocieron una noche antes en una discoteca de la localidad; cabe mencionar que 5 personas relacionadas con las chicas han sido asesinadas en Panamá, entre ellos personas que las vieron por última vez con el grupo de locales con los que se encontraban la noche anterior.